# Nord-Ostsee Sparkasse
Die Nord-Ostsee Sparkasse ist eine Sparkasse in Schleswig-Holstein mit Hauptsitzen in Flensburg, Schleswig und Husum.

## Organisationsstruktur
Die Nord-Ostsee Sparkasse ist eine Anstalt des öffentlichen Rechts. Rechtsgrundlagen für die Sparkasse sind das Sparkassengesetz für Schleswig-Holstein und die durch den Verwaltungsrat der Sparkasse erlassene Satzung. Organe der Sparkasse sind der Vorstand und der Verwaltungsrat.
Träger der Nord-Ostsee Sparkasse ist der Zweckverband Nord-Ostsee-Sparkasse. Dem Zweckverband gehören als Mitglieder an:
- Kreis Nordfriesland
- Kreis Schleswig-Flensburg
- Kreisfreie Stadt Flensburg
- Stadt Friedrichstadt
- Stadt Husum
- Stadt Schleswig
- Stadt Tönning
- Gemeinde Sylt
- Zweckverband Sparkasse Garding/St. Peter-Ording, bestehend aus
  - Stadt Garding
  - Gemeinde Sankt Peter-Ording

## Geschichte
Die Nord-Ostsee Sparkasse ist 2003 aus der Fusion der Sparkasse Nordfriesland mit Sitz in Husum und der Sparkasse Schleswig-Flensburg mit Sitz in Schleswig entstanden. Es folgten zum 1. Juli 2008 die Aufnahme der Flensburger Sparkasse und am 1. Juli 2013 (mit Rückwirkung zum Geschäftsjahresbeginn) die Aufnahme der vormals als freie-öffentliche Sparkasse verfassten Spar- und Leihkasse zu Bredstedt AG.
Die über 200-jährige Geschichte der Sparkasse geht zurück bis auf die Gründung der Friedrichsberger Spar- und Leihkasse am 7. Januar 1816. Es war eine der frühen Sparkassengründungen im damaligen Herzogtum Schleswig. Es wird von der Nord-Ostsee-Sparkasse als ältestes Stammhaus bezeichnet.

## Geschäftsausrichtung
Die Nord-Ostsee Sparkasse betreibt als Sparkasse das Universalbankgeschäft. Im Verbundgeschäft arbeitet sie mit der LBS Landesbausparkasse NordOst AG, der Provinzial NordWest, der DekaBank Deutsche Girozentrale und dem Sparkassen-Leasing der Deutschen Leasing zusammen.
Die Nord-Ostsee Sparkasse wies im Geschäftsjahr 2024 eine Bilanzsumme von 7,981 Mrd. Euro aus und verfügte über Kundeneinlagen von 5,739 Mrd. Euro. Gemäß der Sparkassenrangliste 2024 liegt sie nach Bilanzsumme auf Rang 44. Sie unterhält 69 Filialen/Selbstbedienungsstandorte und beschäftigt 832 Mitarbeiter.
Neben dem Bankgeschäft ist die Sparkasse auch über sieben institutseigene Stiftungen durch Zuwendungen aus dem Zweckertrag fördernd aktiv.

## Geschäftsgebiet
Das Geschäftsgebiet erstreckt sich auf die kreisfreie Stadt Flensburg und die Kreise Schleswig-Flensburg und Nordfriesland.